# Martin Reim
Martin Reim (Tallinn, 14 maggio 1971) è un allenatore di calcio ed ex calciatore estone di ruolo centrocampista.

## Carriera
È il giocatore più presente nella propria nazionale a non avere mai partecipato ai Mondiali di calcio. Ha preso parte a 157 gare internazionali con l'Estonia, risultando essere con ciò anche il giocatore europeo con più presenze nella selezione nazionale. Con la nazionale ha segnato anche 14 gol.
A livello di club ha giocato per la maggior parte della sua carriera in patria nel Flora Tallinn, diventandone il calciatore più presente (385 partite) e uno dei più prolifici (69 reti). Tra il 1999 e il 2000 ha avuto una breve esperienza in Finlandia, nel KooTeePee.
Dal 2010 al 2012 è stato l'allenatore del Flora Tallinn.

### Nazionale
Non ha mai preso parte ad alcuna fase finale di competizione mondiale, cosa che invece hanno fatto tutti e sei i calciatori (non europei) che lo precedono nella FIFA Century Club. Egli è pertanto il calciatore che nel mondo ha disputato più partite in nazionale e che non ha mai partecipato ai mondiali di calcio.
Ha disputato:
- 66 amichevoli
- 39 partite di qualificazione ai mondiali
- 27 partite di qualificazione agli europei
- 11 partite di Coppa Baltica
- 13 partite in altri tornei

## Palmarès

### Giocatore

#### Club
- Campionato estone: 7

Flora Tallinn: 1993-1994, 1994-1995, 1997-1998, 1998, 2001, 2002, 2003
- Coppa d'Estonia: 3

Flora Tallinn: 1994-1995, 1997-1998, 2007-2008
- Supercoppa d'Estonia: 4

Flora Tallinn: 1998, 2002, 2003, 2004

#### Individuale
- Capocannoniere della Meistriliiga: 1

1990 (18 gol)
- Calciatore estone dell'anno: 1

1995

### Allenatore

#### Competizioni nazionali
- Campionato estone: 2

Flora Tallinn: 2010, 2011
- Coppa d'Estonia: 1

Flora Tallinn: 2010-2011
- Supercoppa d'Estonia: 1

Flora Tallinn: 2011

#### Competizioni internazionali
- Coppa della Livonia: 1

Flora Tallinn: 2011